# Група 7 на периодичната система
Група 7 на периодичната система („манганова група“), е група на периодичната система, съставена от преходните метали:
- манган
- технеций
- рений
- борий